# Чистана, Андреа
Андреа Чистана (итал. Andrea Cistana; родился 4 апреля 1997 года, Брешиа, Италия) — итальянский футболист, защитник клуба «Брешиа».

## Клубная карьера
Чистана — воспитанник клубов «Брешиа» из своего родного города. В 2016 году он в поисках игровой практики на протяжении сезона выступал за «Чиливердже Маззано». В начале 2018 года Андреа был арендован клубом «Прато». 18 февраля в матче против «Каррарезе» он дебютировал в итальянской Серии C. Летом того же года Чистана вернулся в «Брешию». 15 сентября в матче против «Пескары» он дебютировал в Серии B. По итогам сезона Андреа помог клубу выйти в элиту. 25 августа в матче против «Кальяри» он дебютировал в итальянской Серии A. 15 сентября в поединке против «Болоньи» Андреа забил свой первый гол за «Брешию».